# Diecezja Aragacotn
Diecezja Aragacotn – diecezja Apostolskiego Kościoła Ormiańskiego z siedzibą w Oszakanie w Armenii.
Aktualnie (2022) urząd biskupa diecezjalnego sprawuje Mkrticz Proszian.